# Upplands runinskrifter 834
Upplands runinskrifter 834 är ett vikingatida runstensfragment av rödaktig granit som hittades vid Nysätra skola, Nysätra socken och Enköpings kommun. Runstensfragmentet hittades 1938 i grunden till skolan, som ligger cirka 40 meter från Nysätra kyrka. Fragmentet är 0,35 gånger 0,30 meter. Runhöjden är 8 centimeter. 
Per Stille anser att de tre runstensfragmenten U 832, U 833 och U 834 alla hör till samma runsten.

## Inskriften
Translitterering av runraden:
... uk ... at · f... ...
Normalisering till runsvenska:
... ok ... at f[aður](?) ...
Översättning till nusvenska:
... och ... efter ...